# Fredericton-Silverwood
Circonscription électorale provinciale du Canada
Fredericton-Silverwood est une ancienne circonscription électorale provinciale du Nouveau-Brunswick. Cette circonscription a été créée en 1973 sous le nom de Fredericton-Sud et est renommée sous son nom actuel en 2006. Elle est représentée à l'Assemblée Législative de 1974 à 2014

## Liste des députés
| Fredericton-Sud        | Fredericton-Sud  | Fredericton-Sud           | Fredericton-Sud | Fredericton-Sud | Fredericton-Sud |
| Nom                    | Nom              | Parti                     | Mandat          |                 |                 |
| ---------------------- | ---------------- | ------------------------- | --------------- | --------------- | --------------- |
|                        | Everett Chalmers | Progressiste-conservateur | 1974 - 1978     |                 |                 |
|                        | Bud Bird         | Progressiste-conservateur | 1978 - 1982     |                 |                 |
|                        | Dave Clarke      | Progressiste-conservateur | 1982 - 1987     |                 |                 |
|                        | Russell King     | Libéral                   | 1987 - 1991     |                 |                 |
|                        | Russell King     | Libéral                   | 1991 - 1995     |                 |                 |
|                        | Russell King     | Libéral                   | 1995 - 1998     |                 |                 |
|                        | Brad Green       | Progressiste-conservateur | 1998 ¹ - 1999   |                 |                 |
|                        | Brad Green       | Progressiste-conservateur | 1999 - 2003     |                 |                 |
|                        | Brad Green       | Progressiste-conservateur | 2003 - 2006     |                 |                 |
| Fredericton-Silverwood |                  |                           |                 |                 |                 |
|                        | Rick Miles       | Libéral                   | 2006 - 2010     |                 |                 |
|                        | Brian Macdonald  | Progressiste-conservateur | 2010 - 2014     |                 |                 |

¹ Élection partielle à la suite de la démission de Russell King.